# Calamagrostis pinetorum
Calamagrostis pinetorum är en gräsart som beskrevs av Jason Richard Swallen. Calamagrostis pinetorum ingår i släktet rör, och familjen gräs.
Artens utbredningsområde är Guatemala. Inga underarter finns listade i Catalogue of Life.